# 约翰斯巴赫
约翰斯巴赫是奥地利施蒂利亚州利岑县的一个市镇。总面积97.71平方公里，总人口154人，人口密度1.6人/平方公里（2005年）。